# Wilczek (famiglia)
I Wilczek, o Wilczeck, sono una famiglia aristocratica discendente dall'antica nobiltà slesiana.